# 만안초등학교
만안초등학교는 대한민국 경기도 안양시 만안구에 있는 공립 초등학교이다.

## 학교 연혁
- 1961. 11. 27 만안국민학교 설립인가
- 1962. 03. 10 만안국민학교 개교
- 1972. 03. 01 안양서국민학교 분리
- 1981. 10. 10 석수국민학교 분리
- 1983. 10. 10 박달국민학교 분리
- 1985. 08. 08 병설유치원 설립인가
- 1986. 03. 05 만안국민학교 병설유치원 개원
- 1996. 03. 01 만안초등학교로 교명 변경
- 2000. 12. 05 예지관(체육관) 준공
- 2021. 01. 11 제58회 졸업식(졸업생 총27,656명)
- 2021. 03. 01 26학급 편성(특수 3 포함), 유치원 3학급(특수 1 포함)
- 2022. 03.10 개교 60주년